# Galicia (Tây Ban Nha)
Galicia (tiếng Galicia: [ɡaˈliθja] ⓘ, [ħaˈliθja], hay [ħaˈlisja]; tiếng Tây Ban Nha: [ɡaˈliθja]; tiếng Galicia và tiếng Bồ Đào Nha: Galiza, tiếng Galicia: [ɡaˈliθa] ⓘ, [ħaˈliθa], [ħaˈlisa], tiếng Bồ Đào Nha: [ɡɐˈlizɐ]) là một cộng đồng tự trị của Tây Ban Nha và một vùng dân tộc lịch sử dưới luật Tây Ban Nha. Tọa lạc ở miền tây bắc bán đảo Iberia, nó bao gồm các tỉnh A Coruña, Lugo, Ourense và Pontevedra, giáp với vùng Norte của Bồ Đào Nha về phía nam, các cộng đồng tự trị Castilla và León và Asturias về phía đông, Đại Tây Dương về phía tây, và biển Cantabria về phía bắc. Nó có dân số 2.718.525 (2016) và tổng diện tích 29.574 km2 (11.419 dặm vuông Anh). Galicia có hơn 1.660 km (1.030 mi) đường bờ biển, với những đảo ven bờ, gồm quần đảo Cíes, Ons, Sálvora, Cortegada, và A Illa de Arousa (đảo lớn nhất và đông dân nhất).
Khu vực mà nay gọi là Galicia đã được con người đến định cư vào thời Trung kỳ đồ Đá cũ, với tên gọi xuất phát từ Gallaeci, một dân tộc Celt sinh sống ở phía bắc sông Douro vào thiên niên kỷ 1 TCN, ở một vùng trùng khớp với của nền văn hóa Castro địa phương. Galicia được sáp nhập vào đế quốc La Mã vào cuối các cuộc chiến tranh Cantabria năm 19 TCN, và trở thành một tỉnh Lã Mã vào thế kỷ 3. Năm 410, người Suebi (một dân tộc German) thiết lập một vương quốc với thủ đô đặt tại Braga (Bồ Đào Nha); vương quốc này được sáp nhập vào vương quốc của người Visigoth năm 585. Năm 711, Khalip quốc Omeyyad xâm lược bán đảo Iberia, thắng lợi trước vương quốc Visigoth Hispania năm 718, nhưng không lâu sau Galicia được hợp nhất vào vương quốc Asturias theo Kitô giáo năm 740. Vào thời Trung cổ, vương quốc Galicia có khi được cai trị bởi các vị vua của chính mình, nhưng thường thì nó phụ thuộc vào vương quốc Leon và sau đó là Castilla, tuy vẫn giữ phong tục tập quán và văn hóa của riêng mình. Từ thế kỷ thứ 13, vua của Castilla, dưới danh nghĩa vua Galicia, chọn ra một Adiantado-mór để quản lý nơi đây. Vị toàn quyền này cũng điều khiển Real Audiencia do Reino de Galicia, một cơ quan chính phủ và tòa án hoàng gia. Từ thế kỷ 16, quyền đại diện và tiếng nói của vương quốc Galicia được nắm giữ trong tay một hội đồng các ủy viên và người đại diện từ các thành phố của vương quốc, gọi là Cortes hay Junta của Vương quốc Galicia. Hội đồng này bị phá vỡ năm 1833 khi vương quốc Galicia bị chia ra thành bốn tỉnh hành chính ít có quan hệ tương tác. Thế kỷ 19-20, những yêu cầu quyền tự trị và sự công nhận văn hóa Galicia lên cao. Điều này dẫn đến Đạo luật Tự trị năm 1936, nhưng sớm đổ vỡ bởi cuộc đảo chính của Franco và chế độ độc tài sau đó. Sau khi nền dân chủ được tái lập, cơ quan lập pháp đã thông qua Đạo luật Tự trị năm 1981, cho Galicia quyền tự quản, đã đồng thuận trong cuộc trưng cầu dân ý và hiện tại đang có hiệu lực.
Về địa lý, vùng nội địa Galicia có cảnh quan đồi núi; những dãy núi cao 2.000 m (6.600 ft) ở miền đông và nam. Vùng duyên hải là những rías và vách đá xen kẻ nhau. Khí hậu Galicia mang tính ôn đới và nhiều mưa, mùa hè khô; đây được phân loại là khí hậu đại dương. Điều kiện địa lý và khí hậu này khiến việc chăn nuôi gia súc và trồng trọt trở thành ngành kinh tế chính của Galicia trong gần suốt chiều dài lịch sử, cho phép Galicia nuôi đủ một lượng dân cư tương đối lớn thời điểm đó. Trừ đóng tàu và chế biến thực phẩm, kinh tế Galicia dựa trên nuôi trồng và đánh bắt hải sản cho tới giữa thế kỷ 20, khi nơi đây bắt đầu công nghiệp hóa. Năm 2012, tổng sản phẩm nội địa (GDP) là 56.000 triệu €, với GDP trên đầu người danh nghĩa 20.700 €. Dân cư chủ yếu tập trung ở hai khu vực: từ Ferrol tới A Coruña ở duyên hải miền bắc, và vùng Rías Baixas ở tây nam, gồm các thành phố Vigo, Pontevedra, và Santiago de Compostela. Có những điểm dân cư nhỏ hơn ở nội địa như Lugo và Ourense. Thủ phủ chính trị là Santiago de Compostela, tại tỉnh A Coruña. Vigo, thuộc tỉnh Pontevedra, là municipio đông dân nhất, với dân số 292.817 (2016), trong khi A Coruña là thành phố đông dân nhất, với 215.227 người (2014).
Hai ngôn ngữ có địa vị chính thức và sử dụng phổ biến tại Galicia: tiếng Galicia, một ngôn ngữ Rôman có quan hệ chặt chẽ với tiếng Bồ Đào Nha (cả hai xuất phát từ tiếng Galicia-Bồ Đào Nha chung thời Trung cổ) và tiếng Tây Ban Nha (thường được gọi là tiếng Castilla ("lingua castelá")). 56% dân số Galicia nói tiếng Galicia như ngôn ngữ thứ nhất (tiếng mẹ đẻ), 43% còn lại nói chủ yếu tiếng Castilla.

## Địa lý

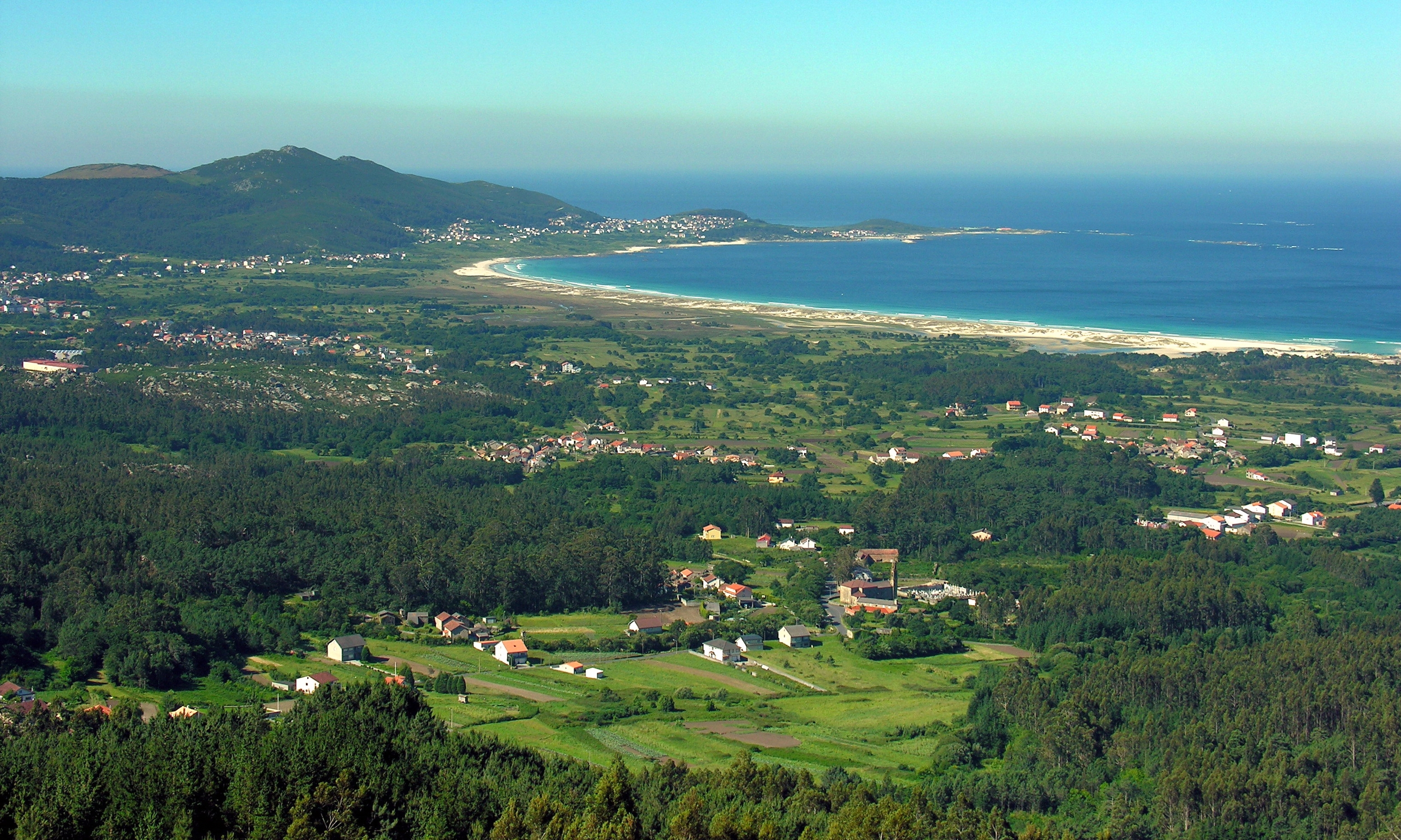
Carnota, trên bờ biển Galicia

Galicia có diện tích 29.574 kilômét vuông (11.419 dặm vuông Anh). Điểm cực bắc là Estaca de Bares ở 43°47′B (cũng là điểm cực bắc của Tây Ban Nha); điểm cực nam là rìa vườn quốc gia Baixa Limia-Serra do Xurés chung biên giới với Bồ Đào Nha, ở 41°49′B. Điểm cực đông (6°42′T) là một điểm biên giới giữa Ourense và tỉnh Zamora của Castilla và León, còn điểm cực tây (9°18′T) nằm ở hai nơi: Fisterra và Mũi Touriñán, cả hai đều ở tỉnh A Coruña.